# Хамниганы

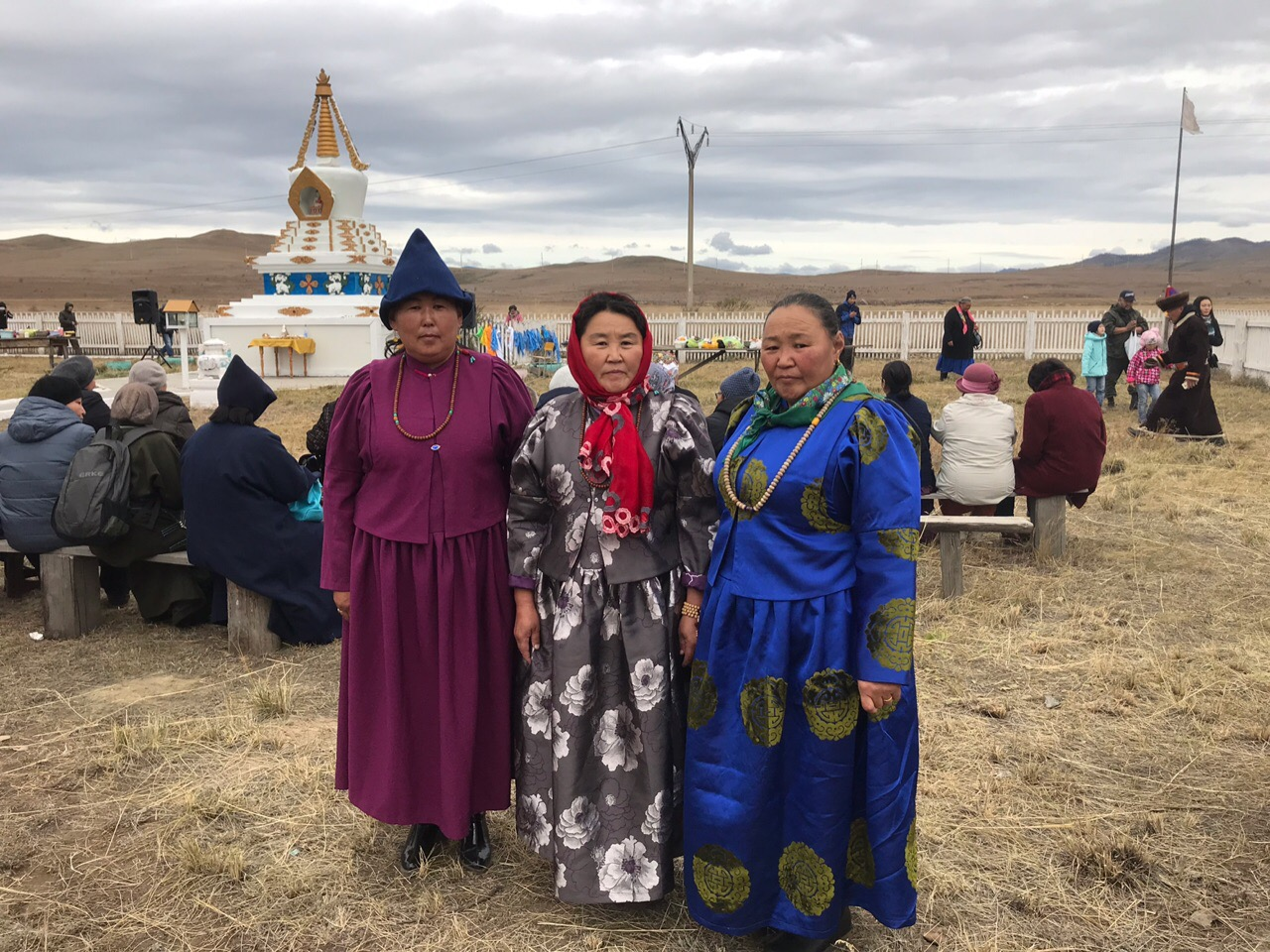
Хамниганы-паломники из Внутренней Монголии в местности Улзы-Добо, Бурятия, 2019 г. Представители родов шар-намят, хар-намят, дулигат.

Хамнига́ны — этнографическая группа смешанного происхождения, родственная бурятам, эвенкам, халха-монголам, баргутам, даурам. Часть хамниган являются потомками бурят-монгольских племён, другая часть — племён эвенкийского происхождения, подвергшихся влиянию бурятского, монгольского языков и бурят-монгольской культуры. Согласно Д. Г. Дамдинову, хамниганы — бурятское племя древнемонгольского киданьского происхождения, родственное даурам. О киданьском происхождении хамниган и дауров также в своей работе пишет А. В. Соломин. В основном проживают на территории КНР (аймак Хулун-Буйр Автономного района Внутренняя Монголия), Монголии (аймаки Дорнод и Хэнтий), Российской Федерации (Бурятия и Забайкальский край). Численность составляет порядка 2 тысяч человек.

## Группы хамниган
- Ононские хамниганы — конгломерат родов различного происхождения, монгольских и эвенкийских. В начале XVII века переселились с территории Халхи в долины реки Онон, подверглись влиянию со стороны агинских бурят. По сообщениям Ц. Жамсарано большая часть ононских хамниган к началу XX в. была полностью ассимилирована агинскими бурятами, остальная русскими казаками. Проживают в Кыринском (сс. Алтан, Кыра, Тарбальджей, Ульхун-Партия, Мангут, Шумунда и др.), Акшинском (сс. Курулга, Нарасун), Карымском, Шилкинском, Нерчинском (г. Нерчинск), Газимуро-Заводском, Чернышевском районах Забайкальского края[10][17][18][19][20][21].
- Армакские хамниганы — эвенки-выходцы с берегов Байкала (с монгольскими элементами), ассимилированные бурятами. Говорят на закаменском и в меньшей степени на сартульском говорах бурятского языка, сохраняя незначительные лексические и морфологические отличия. Проживают в сёлах Армак, Алцак, Верхний Торей Джидинского района и сёлах Мыла, Баянгол, Бортой, Цакир, Хамней, Хуртага, Михайловка, Улекчин Закаменского района Бурятии[11].

## История расселения
В течение XVII—XVIII веков хамниганы кочевали по территории Монголии. После установления в 1727 году русско-китайской границы они оказались в местах их нынешнего расселения: одна группа на территории Монголии, другая — в Южном Забайкалье.

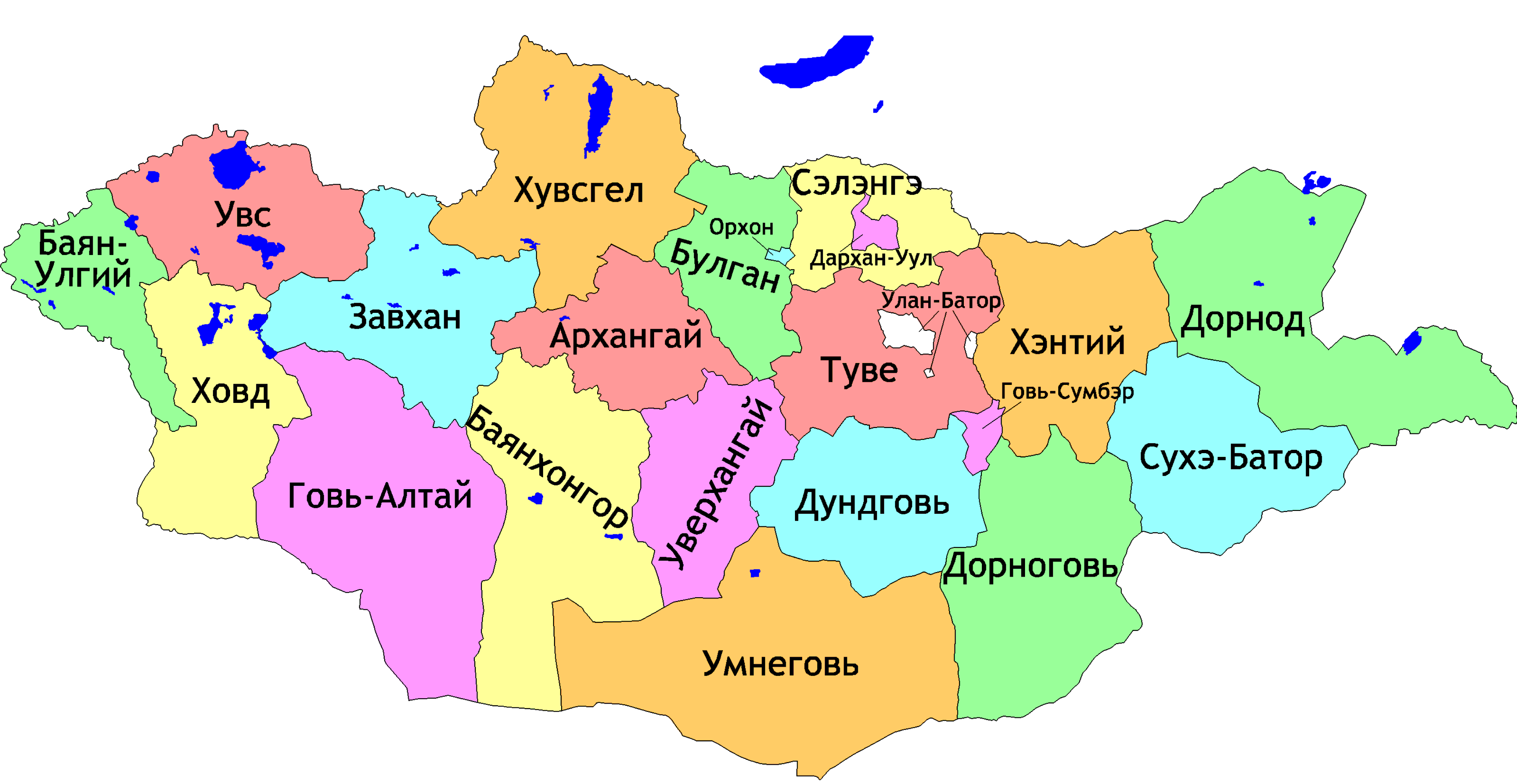
Аймаки Монголии

## Тип брака
Как и у эвенков, у хамниганов в XIX веке преобладала малая семья. Имущество наследовалось по мужской линии. Родители обычно оставались жить с младшим сыном. Брак сопровождался уплатой калыма или отработкой за невесту. Были известны левират, в богатых семьях — многожёнство (до 5 жён).

## Тип сельского хозяйства
Для хамниганов характерно кочевое скотоводство, преимущественно коневодство (отсюда часто употребляемый по отношению к ним термин «конные тунгусы»), а позднее и земледелие. Так же они сохранили традиционную охоту в виде подсобного промысла.

## Язык
Большинство носителей хамниганского языка двуязычны, вторым языком является хамниганский диалект эвенкийского языка, являющегося одним из тунгусо-маньчжурских языков. Однако можно сказать, что скорее монгольский хамниганский язык влияет на хамниганский диалект эвенкийского, нежели наоборот.

## Религия
Как и эвенки, хамниганы верят в духов. В их обществе преобладает шаманизм, одухотворение сил природы, промысловые культы и некоторый тотемизм. Ононские хамниганы исповедовали тибетский буддизм задолго до переселения бурят в агинские степи. Проник буддизм и к армакским хамниганам.

## Численность
В некоторых источниках пишут о численности хамниган, равной 2 тыс. человек. При этом по оценкам исследователей, численность только ононских хамниган, проживающих в Забайкальском крае, составляет 5—10 тыс. человек. В настоящее время их фиксируют как бурят. Во Всероссийской переписи населения 2002 г. более 400 человек в Бурятии идентифицировали себя как хамниганы. Хамниганы Бурятии в основном проживают в Закаменском районе и в литературе известны как армакские хамниганы. По данным переписи 2010 г., численность баргузинских конных тунгусов (мурченов) составляла 461 человек. Они расселены в Баргузинском и Курумканском районах Бурятии. Мурчены фиксируются в составе эвенков.
Согласно И. А. Грунтову, численность хамниган в Монголии и Китае соответственно составляет 15 тыс. и около 1,5 тыс. человек. По переписи населения 2010 года в Монголии официально насчитывалось 537 хамниган. Согласно данным промежуточной переписи населения Монголии 2015 года, их численность составила 412 человек; по данным переписи 2020 года — 384 человека. При этом людей, имеющих хамниганские корни, значительно больше. Так, в Монголии на 2022 г. проживает более 970 носителей родовой фамилии Хамниган. Кроме них также проживают носители таких родовых фамилий, как Гүнээ Хамниган, Долоод Хамниган, Өзөөн Хамниган, Сартуул Хамниган, Тугчин Хамниган, Үзээн Хамниган, Хамнигад, Хамниган Буриад, Хамниган Халх и др.

## Хамниганские роды
Выделяются две основные группы хамниган: ононские хамниганы и армакские хамниганы.
Армакские хамниганы. Армакские хамниганы проживают в сёлах Армак, Алцак, Верхний Торей Джидинского района и сёлах Мыла, Баянгол, Бортой, Цакир, Хамней, Хуртага, Михайловка, Улекчин Закаменского района Бурятии. Выделяются следующие роды: заяктай (заягтай), цингидин (сэнтигэн), дархинтуй и тэртэ (тырта), разделяющийся в свою очередь на первый и второй, или большой и малый. До прихода армакских хамниган здесь проживали унгэд-хамниганы, известные также как улгэд. Ряд авторов связывает их с родом улеэд (уляад). В других источниках упоминается родовое имя оолэд-хамниган.
В числе предков армакских хамниган названы роды, ранее проживавшие на территории Иркутской области. Так, в состав заяктай вошли кумкагиры: загачины, мунгальские выходцы, низовые и подгородные. В состав цингидинов вошли верхоленские роды: налягиры: куленгские (вкл. молзаевский род, куркунеев род), тутурские; очеул (камчагир). К верхоленским родам также относились киренгско-хандинские икогиры (ыкогиры, никогиры, нгикогиры).
Ононские хамниганы. В состав этнотерриториальной группы ононских хамниган входят такие племена, как сартул (сартаул, сартот, сартор, сартольский), урянхан (уряанхай), тугчин (урянхай-тугчин, урянхай-тугшан), хачин, узон (вкл. шоно узон (шинэ узон), агаалай узон, залайр узон), гунуй (гунэй), мекерчин (мэхээрчин), хатакин (хатагин, хатахин), горлут, даганхан (дагаанхан), модоргон, багшинар (бакшинар, багшанар), улдэгэн (улдеген), бичикантан (бишекентэн), пуцагат (пууцагууд, пуусагад, почегор), луникер (вкл. сенкагир), дулигад (дулигаад, дуликагир, дулигар), чимчигид. Ононские хамниганы расселены в узкой приграничной с Монголией полосе, в долине реки Онон. Проживают в Кыринском (сс. Алтан, Кыра, Тарбальджей, Ульхун-Партия, Мангут, Шумундаи др.), Акшинском (сс. Курулга, Нарасун), Карымском, Шилкинском, Нерчинском (г. Нерчинск), Газимуро-Заводском, Чернышевском районах Забайкальского края. Основную группу населения составляют жители долины Онона, принадлежащие к группе обуряченного монгольского населения.
Также в составе ононских хамниган упоминаются следующие роды: бахашил (баахашил, баахшил, бахачил, вакасильский, увакасильский, украинский, вакарой, вокрай, вакурай, вакарель, векерей, вэкорой, вэкерой, вокарай, вакарай, вокорой), сарадул (сардууд, сарадур, сартутский, сартотский), уляд (уляад, улиад), чимчигин, табантан (табан, табангут, табнангут), наймантан (найман), унзадал (унзал), залайр, зайдан, агалай (агаалай), гушад, цонгол, балтяган (балтягин), баликагир (балихаагир), долод, онкор (онкор-солон, онгкор-солон, онкор солоон, ункур-солон), холоон, баягир, челкагир (чинкагир, чилчагир, чэлкэгир, чильчагир, чилкаир), кельтегир (келтегир, кылтыгер, кылтегер), конур, дулар, мунгал, чипчинуд, дзалтод (джалтод, залтууд), орочон (вкл. лакшекагир, тулуягир, бультегер), канцелют, бильчитуйский, далат, намяд (намиад, намясинцы, намирцы, наймарцы), нерон (нироновский), сухан, мальцевский, харгана, шарайд, вакагил, екокогир, одурнут, тотонкон. Дамдинов Д. Г. в составе хамниган также упоминает следующие роды: кара-намяд, сино-намяд, шара-намяд, талаца (талатша), солон барга, шибшин барга, дагуур барга, хангид, хуланта, буянта, булбэгээр, зунэйхир (зулейкер), хорчин, сулонкон (шүүлэнкин), шунинский, казейский (кайзойский), поинкин. В других книгах упоминаются следующие родовые имена: балайр, онход, даргатан, сахар, хутегет, хашин, богаит, келтеит (келтегет), шунинкан (шуненкет), куйдзелын (кундзелын), хоронуцкий род, гальзут, гучит.
Роды, входившие в Урульгинскую степную думу. Этногенез ононских хамниган происходил на территории Урульгинской степной думы, которая объединяла 36 родов. К Урульгинской инородной управе были приписаны следующие роды: теленбинский, мунгальский, кельтегирский, дулигатский (князе-дулигатский), дулигатский домуев, яравнинский и бродячие орочоны. Оловская инородная управа состояла из 8 родов: перводулигарский (перводулигатский), второбаягирский, кельтегирский, почегорский, узонский, сухановский, городовой и нероновский. В Шундуинской инородной управе состояли роды улятский, челкагирский, наматский и долотский. В состав Маньковской инородной управы входили роды первобаягирский, второбаягирский, перводулигарский (перводулигатский), втородулигарский (втородулигатский), намятский, чипчигирский (чипчинутский), дуларский, конурский, долотский. В Кужертаевскую инородную управу входили узонский, тукчинский, баликагирский, гуновский и чимчагирский роды. В Онгоцонской инородной управе насчитывалось 3 рода: сартоцкий, вакасильский и люникерский.
Нелигуд (нелиуд). Роды дуликагир (дулигад), колтагир (кельтегир), баягир (баягид), почегор (почегир), луникер (луникир), баликагир, челкагир, чемчагир (чимчинут), вакарой (украинский), шунинский, казейский (кайзойский) происходят из даурского племени нелигуд (нелиуд). В составе рода вакарой упоминается ветвь вакагил, в составе рода луникер — ветвь сенкагир.
Баягид: первобаягирский, второбаягирский роды.
Дулигад. Различают две группы рода дулигаад: ноён дулигаад (гантимуров дулигаад, князе-дулигатский), домойн дулигаад (дулигатский домуев). Дулигатскими также являются роды нерон и сухан, каждый из которых был выделен в малую административную единицу. Кроме них в составе рода дулигаад выделялись административные роды: перводулигарский (перводулигатский), втородулигарский (втородулигатский). В Монголии зарегистрированы носители следующих родовых фамилий: дом дулгат, дом дулигаад, дом дулигаат, дом дулигад, дом дулигат, дулга, дулгад, дулигаад, дулигад, дулигат, ноён дулигаад, ноён дулигад, ноён дулигат. Также упоминается родовое имя намнаагид дулигаад.
Намяд. Племя намяд (намясинцы) включает следующие роды: кара-намяд (хар намяад, каранут), сино-намяд (чино-намят), шара-намяд, поинкин, конур, долод, чипчинуд, джалточи (дзалтод, джалтод, залтууд, желтоцкий).
Теленбинский род. В число теленбинских (телембинских) входят роды: сарадул, уляд, харгана, намяд, узон (узоон, уджиэд), чильчагир.
Узон. В составе рода узон известны ветви: шоно узон, агаалай узон, залайр узон, узеном, узенет, узон сонгоол. В Монголии проживают носители следующих родовых фамилий: өзөөд, өзөөн, үжээд, үзээн, үзөөн, өзөөт, үзон, өзээд, үзэн, өзон, өзоод, узон, үзээд, өзэд, үжэд, ужээд, озоон, их өзөөн, узөөн, өзөөн хамниган, өзөөд боржигон, өзээт, үзээн хамниган, үзээнүүд, чоно өзөөд. Подробнее смотрите статью Узоны.
Урянхай-тугчин. В состав рода урянхай-тугчин входят четыре подразделения: найман (наймангууд, наймантан), табан (табанагууд, табангууд, табантан), хатакин (хатагин, хатахин), ундзал (унзал, унзадал).
Яравнинский род. В составе яравнинских (еравнинских) отмечены роды: табангут (табнангут), вакарой, почегор, казейский, шунинский.
Баргузинские хамниганы. Помимо ононских и армакских хамниган отдельно выделяются баргузинские хамниганы (мурчены). Среди баргузинских хамниган отмечены такие роды, как лимагир (вкл. тепкагир (тэпкогир, тэпкэгир)), баликагир, намегир (намяд, намясинцы), почегор, киндигир (вкл. лакшикагир), чильчагир (вкл. якал, чалкагир (чолкогир)), някугир, шамагир, мунгал (вкл. асивагат, гальдзогир (галдегир), цонголир (чонголир)), хиндагат, балирган, бэкэриет, бультегер, катчит, тулуягир, нгодягир.
Другие роды. В литературе известен ряд родов, принявших участие в этногенезе бурятского народа и называемых по одним источникам хамниганскими, по другим — тунгусскими. Так, в составе эхиритского рода олзон имеется ветвь багдал, восходящая к армакским хамниганам. В состав эхиритского рода хамнай-шоно входит ветвь зухэдэй-шоно, по женской линии восходящая к хамниганскому роду зухэдэй. В состав тункинских бурят входит хамниганский род залха.
Хамниганы Монголии. В Монголии среди хамниган встречаются следующие роды: алтанкан, баргужин, баягид, бодиндор, бодонгууд, гавунаг, горлуд, гучид, гүнээкин, дагаанхан, дагуур, долаар, долоод, дулиасэл, дулигаад, дэрийцэгэд, залтууд, залайр, замал (дзамала), катакин, кимор, көндө, лүнээкир, мэкээрчин, намиад, нэфтэн, онхолиг, өрлүүд, пөинкин, сартуул (бамбадайн сартуул, бамбачаан сартуул, баахашил сартуул (баахшил сартуул), гуриг сартуул, гуринка сартуул, кэпцэнүүд сартуул (кепценуд сартуул), гачинх сартуул, махан сартуул, модоргон сартуул, шинжээк сартуул, буянта сартуул, хатагин сартуул (хатиган сартуул)), нэфтэн саардуул (нүбтөөн саарадуул), саардуул, сонгоол, hартууд (хартууд), hолоон, тийвэргэ, тугчин, увачаан, улиад, улианхан, унзал, урианхай, уринга, үзөөн, үхэрдээ, халбид, халзангууд, хангид, хатакин, хөшүүр, хуланта, хуургад, хуучид, цахар (хар хөлт цахар, цагаан хөлт цахар), цоохор, цэмцэгэд, чипчинүүд, шарга-азарга, шимшигид, ширгадуул, шүүлэнкин, багдаран (багдарин), багшинар, балхигар, бамбадай, бамбачаан, бааханшил (баахашил), гуринка, дүнээкир, лүнээкен, модонгор, модоргон, hартуул (хартуул), тоошил, шимжээг, шээнхир (швэнкигир), эреэгэн (эрегэн, ырээгэн, эрэмгэн), хашигин, хотогойд.
В Монголии проживают носители следующих родовых фамилий: Гүнээ Хамниган, Долоод Хамниган, Өзөөн Хамниган, Сартуул Хамниган, Тугчин Хамниган, Үзээн Хамниган, Хамнигад, Хамниган, Хамниган Буриад, Хамниган Халх.